# 新化神社
新化神社，位於台灣臺南市新化區虎頭埤西側，為台灣日治時期所建立的一座神社。落成於1929年的新化社，在1938年升格為無格社，並於1943年併入新化神社，為台灣在二戰結束前建立的最後三所神社之一。於2014年登錄為臺南市歷史建築。

## 沿革

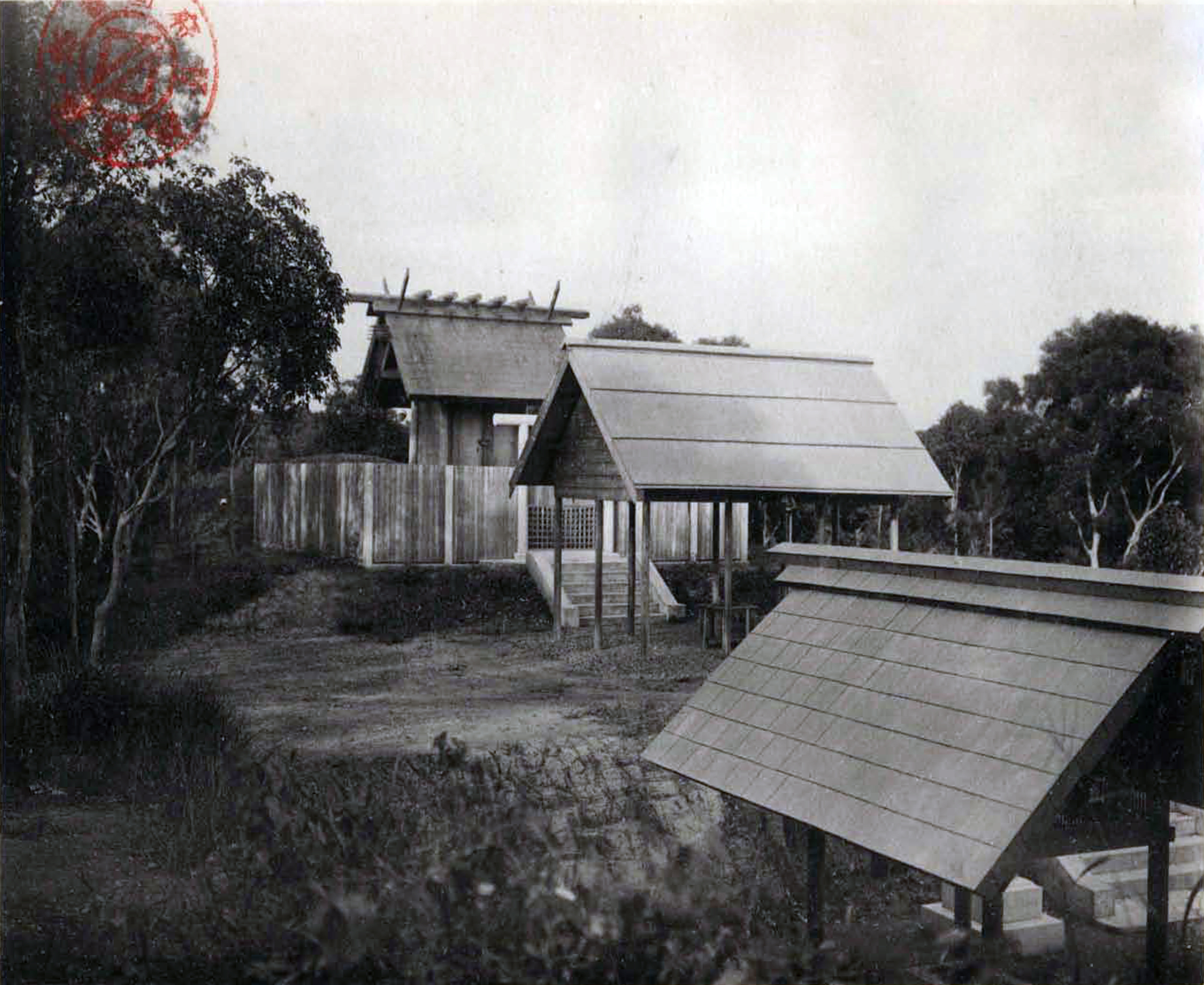
新化社的神明造拜殿與其前方附屬建築

新化社過去為當時慶祝昭和天皇登基而興建，建設於1927年被選為台灣八景十二勝之一的虎頭埤，神社於昭和四年（1929年）6月16日鎮座，大祭日為10月21日，祭神為天照大神與北白川宮能久親王，起初的神社本殿造型採「神明造」，其餘的拜殿與手洗舍都較為簡陋，整體規模未達神社標準，故名為新化社，其神職人員由臺南神社的禰宜（神社職員僅次於宮司的職位）擔任。其中新市車站的紀念戳章的圖案即是以此社和虎頭埤為意象。
1943年，由於新化社使用空間狹小等因素，新化郡下各街庄共同奉仕出資，擴建規模較大的第二代神社，升格為新化神社，同年1月31日舉行上棟式，9月23日舉行鎮座儀式，並新奉豐受大神與明治天皇。戰後時期因土地使用更迭，神社多數建築物遭到拆除。
2012年11月，地方文史工作者在神社原址發現了地下遺構，應為避免二戰時空襲因素，讓祭神的神體避難用的防空壕。
近年登錄歷史建築後，觀光旅遊局起即展開新化神社活化再利用之研究，2022年，申請到文化部文化資產局補助經費後進行修復工程之規劃設計，並以兼顧文化歷史及自然生態方向修復神社之路線進行。修復工程於2023年進行。
2025年，神社修復工事完成，其中休憩所經整修後恢復原貌，鳥居則進行裂縫補強、洗石子修補工程。

## 配置

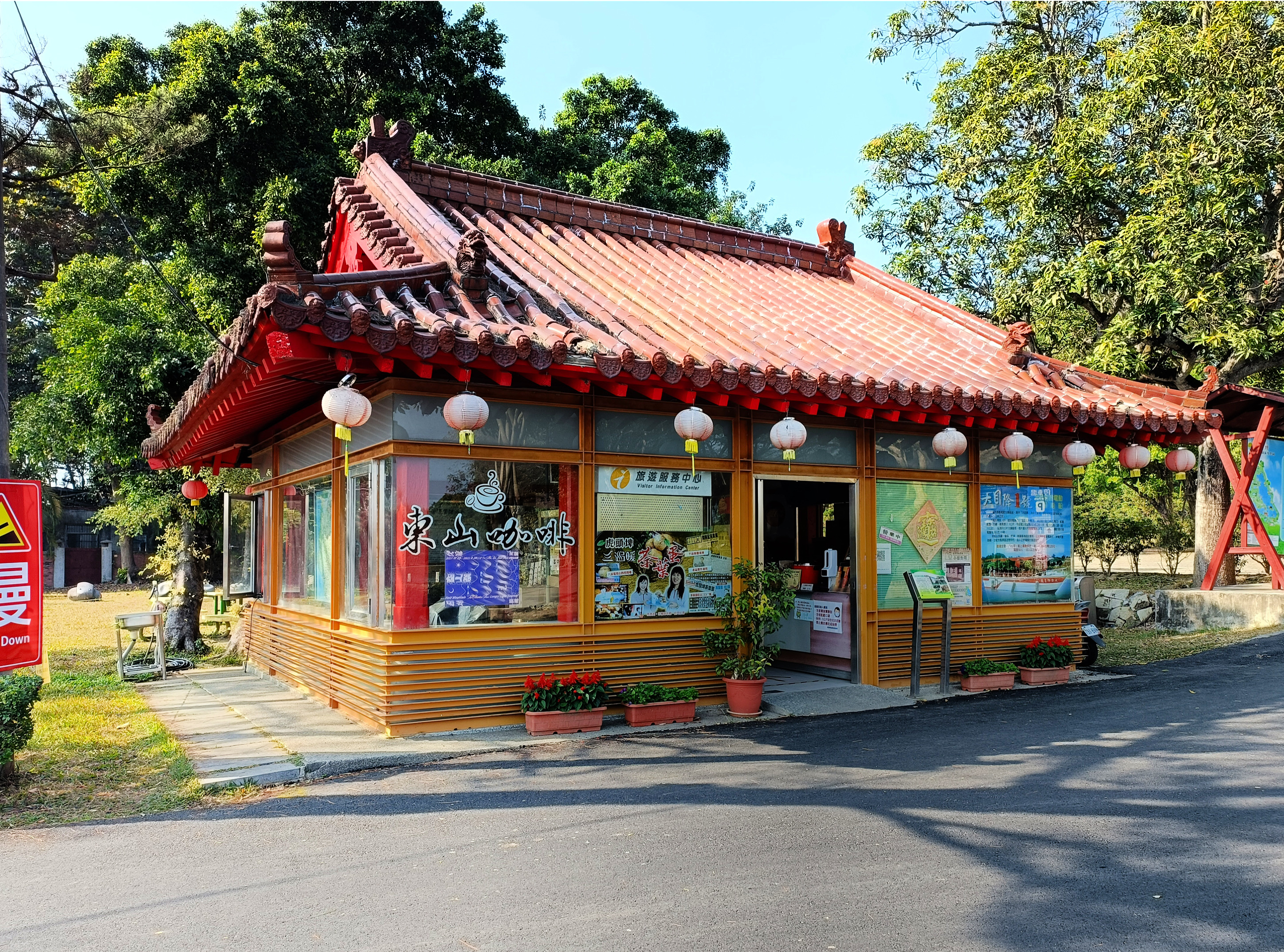
內苑休憩所
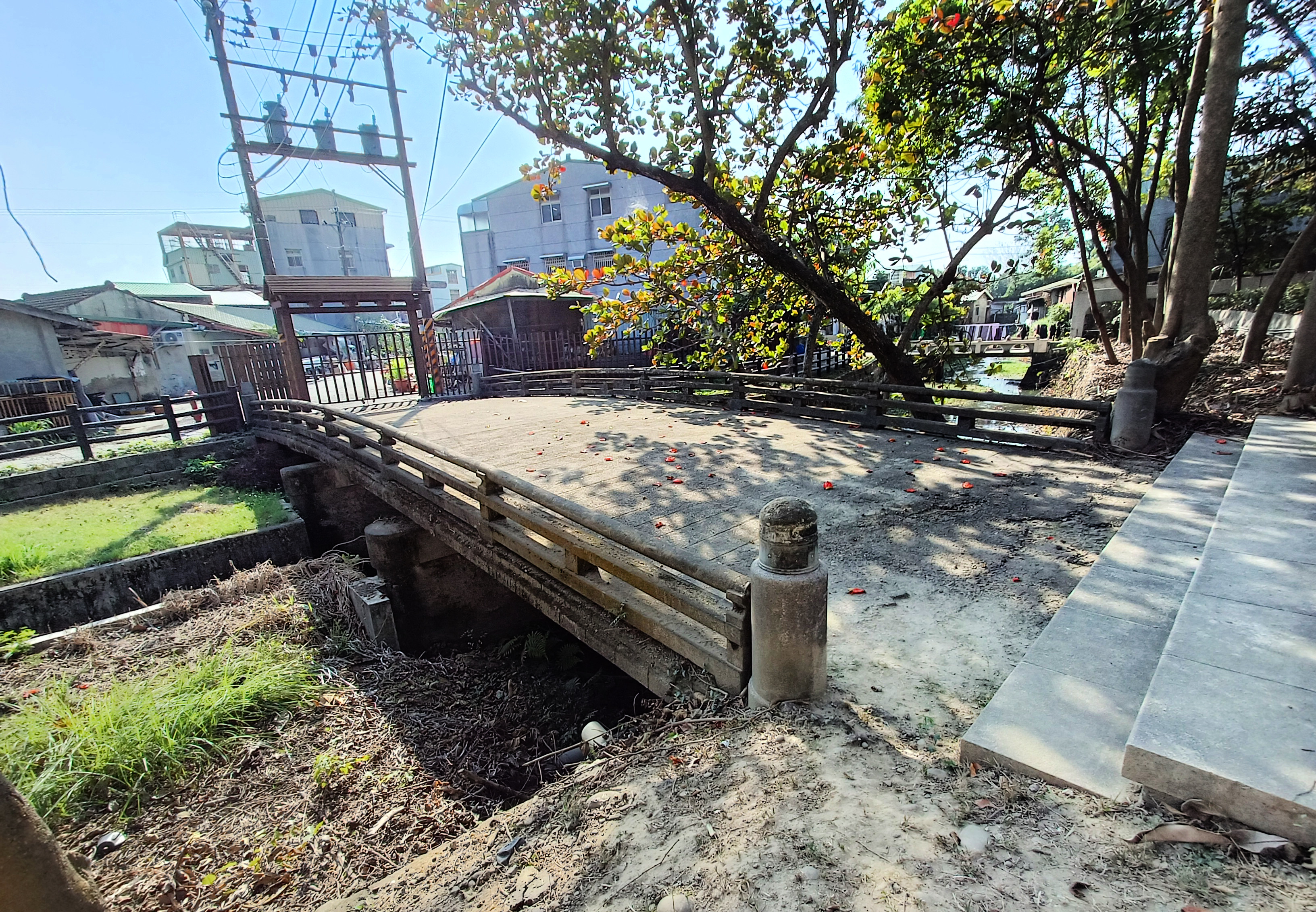
御神橋
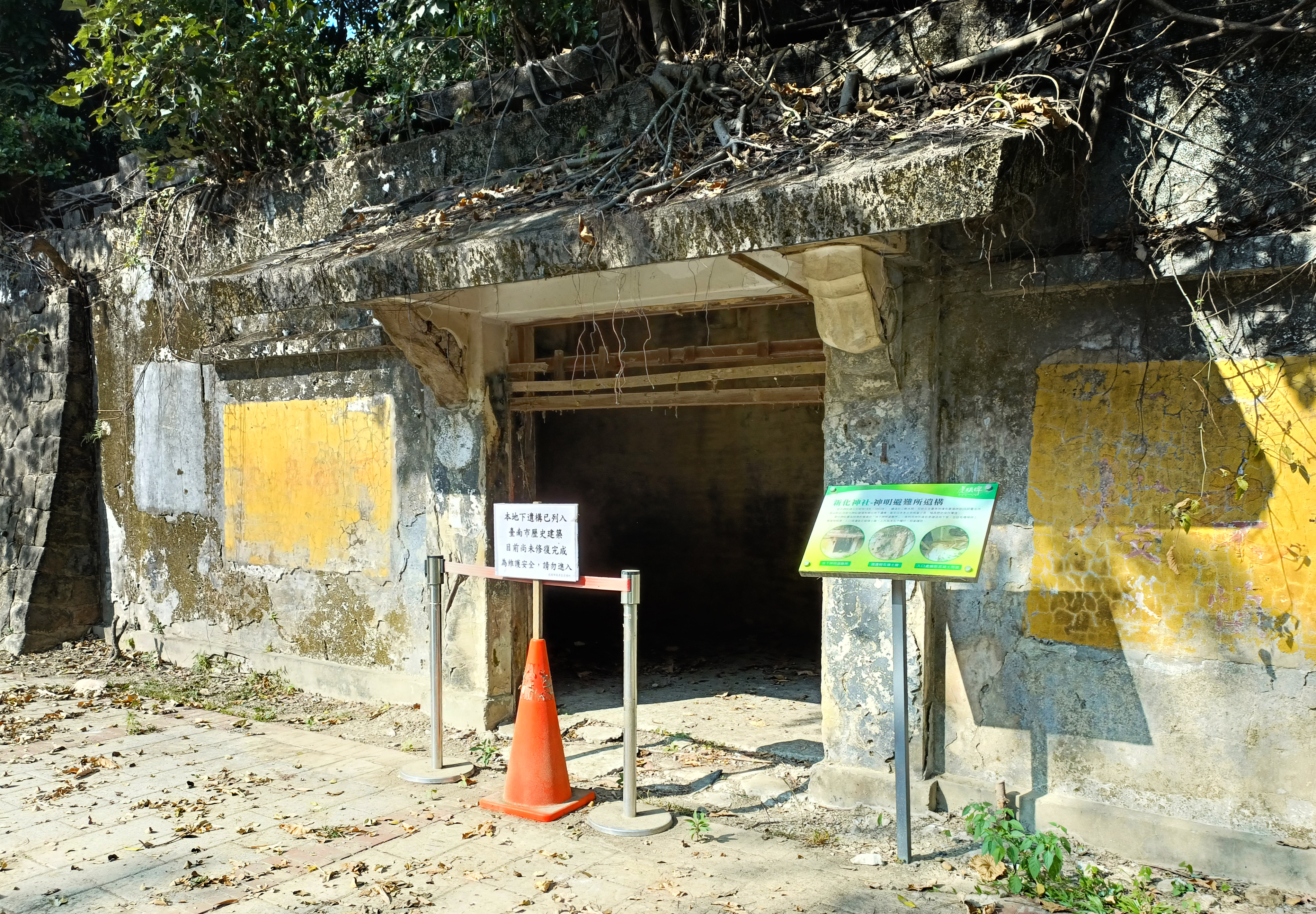
地下遺構

新化神社依虎頭埤山頭而建，外苑建築設有鳥居、御神橋、神職人員宿舍，內苑建築則設休憩所、手洗社、拜殿、本殿、祭器庫、社務社及地下神明避難所等設施。
當前神社建築主體已不存，其現存的遺構規格保存完整，其中第一代神社僅保存社號標、第二代神社保存第一鳥居、御神橋、神苑駁坎、地下遺構、齋館、玉垣、拜殿階梯等設施，其中第一鳥居為台灣現存最大且最完整的「神明造」鳥居，整體結構以圓形混凝土石柱組成，與御神橋為昔日通往虎頭埤的主入口，該入口現已被牆壁封閉，御神橋由臺南州土木課川原田技師設計，四支橋柱上方為銅皮包覆，最上端的擬寶珠已遺失。
內苑休憩所為當前神社唯一保存的建築物，現稱為「紅厝」作為遊客服務中心使用，建築結構及屋瓦已經過局部改建北方宮殿式的琉璃瓦。地下遺構主要為鋼筋水泥構成，出入口處具有軒式結構裝飾，在天花板與牆壁相接處的飾條等細節工法，亦即空襲時安置神體之處，此外神社周圍仍存部分石燈籠基礎及基壇，但多數已被雜草掩蓋。

## 外部連結
- 新化神社 - 國家文化資產網 （页面存档备份，存于）
- 虎頭埤風景區- 官方網站 （页面存档备份，存于）